# Stazione di Scandiano
La stazione di Scandiano è una stazione ferroviaria posta sulla ferrovia Reggio Emilia-Sassuolo, a servizio del comune di Scandiano.
È gestita dalle Ferrovie Emilia-Romagna (FER).

## Storia
La stazione venne attivata il 16 ottobre 1883.

## Strutture e impianti
La stazione è dotata di due binari, servito da altrettanti marciapiedi alti (55 cm), collegati da un sottopassaggio accessibile mediante scale e rampe. È inoltre presente un fabbricato viaggiatori.
Il sistema di informazioni ai viaggiatori è esclusivamente sonoro, senza tabelloni video di stazione.

## Movimento
La stazione è servita dai treni regionali in servizio sulla tratta Reggio Emilia-Sassuolo, con undici corse quotidiane tra i due capolinea.. I treni sono svolti da Trenitalia Tper nell'ambito del contratto di servizio stipulato con la Regione Emilia-Romagna.
A novembre 2019, la stazione risultava frequentata da un traffico giornaliero medio di circa 646 persone (302 saliti + 344 discesi).